# Vadamadurai
Vadamadurai är en ort i Indien.   Den ligger i distriktet Dindigul och delstaten Tamil Nadu, i den södra delen av landet, 2 000 km söder om huvudstaden New Delhi. Vadamadurai ligger 298 meter över havet och antalet invånare är 15 886.
Terrängen runt Vadamadurai är huvudsakligen platt, men österut är den kuperad. Terrängen runt Vadamadurai sluttar västerut. Runt Vadamadurai är det tätbefolkat, med 530 invånare per kvadratkilometer. Närmaste större samhälle är Dindigul, 15,3 km sydväst om Vadamadurai. Omgivningarna runt Vadamadurai är en mosaik av jordbruksmark och naturlig växtlighet.